# Temnopis fasciata
Temnopis fasciata là một loài bọ cánh cứng trong họ Cerambycidae.